# Ebroschlacht
Gijón –
Oviedo –
Alcázar von Toledo –
Mérida –
Badajoz –
Guipúzcoa –
Mallorca –
Sierra Guadalupe –
Talavera de la Reina –
Madrid –
Straße nach Coruña –
Málaga –
Jarama –
Guadalajara –
Krieg im Norden (Durango, Guernica, Santander) –
Brunete –
Belchite –
Teruel –
Cabo de Palos –
Aragon –
Ebro –
Katalonien
Die Ebroschlacht vom 25. Juli bis 16. November 1938 war die letzte große Offensive der republikanischen Regierung gegen die zu dem Zeitpunkt bereits überlegenen franquistischen Truppen und während des Spanischen Bürgerkriegs. Die Schlacht wurde von beiden Seiten mit äußerster Härte geführt und ähnelte den Schlachten im Ersten Weltkrieg, die durch blutige Frontalangriffe auf die gegnerischen Stellungen gekennzeichnet waren.

## Vorgeschichte

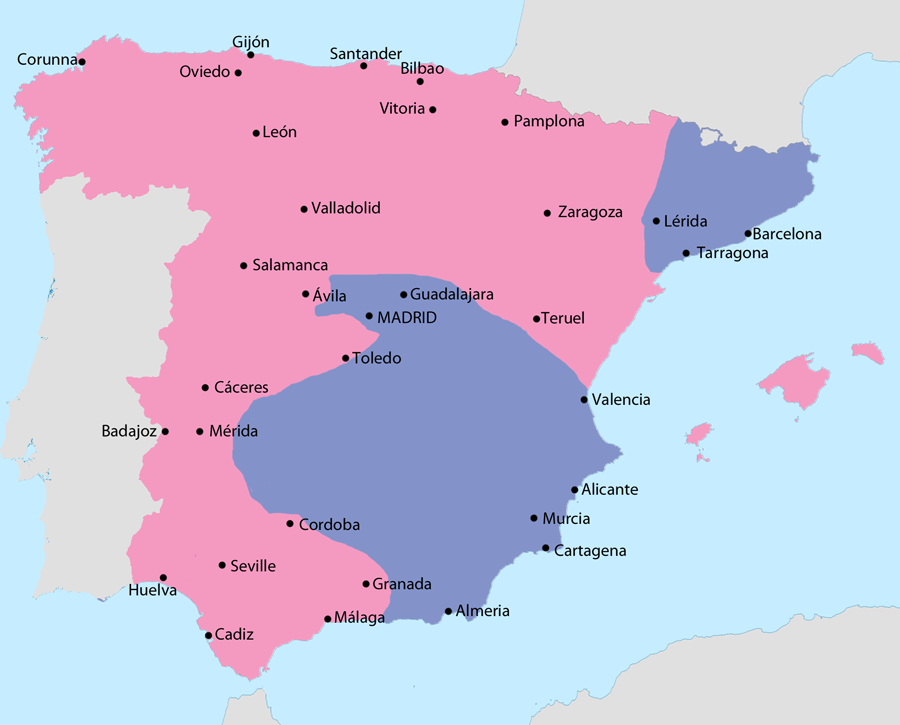
Frontverlauf im Juli 1938 – Gebiete unter Kontrolle:
der Republikaner und
der Nationalisten

Um 1938 war die Lage für die Zweite Spanische Republik hoffnungslos. Seit der verlorenen Schlacht von Teruel schien sie militärisch endgültig in der Defensive. Mit dem Vordringen der franquistischen Truppen zum Mittelmeer bei Vinaròs war Katalonien vom übrigen unter Kontrolle der republikanischen Regierung stehenden Gebiet im Zentrum und Osten Spaniens abgeschnitten.
In dieser Situation genehmigte der spanische Premierminister Juan Negrín einen Plan von Vicente Rojo Lluch, der einen Angriff auf die auf Valencia vorrückende Hauptstreitmacht der Truppen Francos vorsah. Das Ziel der Offensive war es, den militärischen Druck von Valencia zu nehmen und den europäischen Regierungen zu zeigen, dass die republikanische Regierung immer noch eine Alternative zu Franco darstellte.

## Schlacht

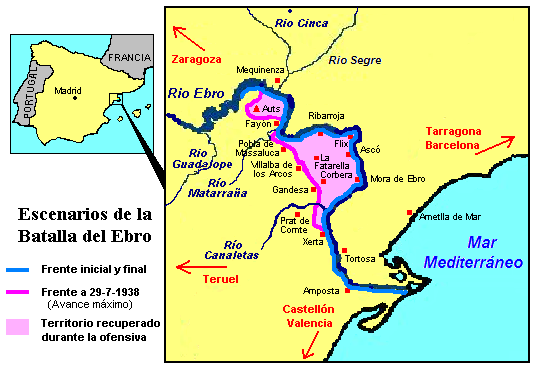
Karte der Ebroschlacht

Die republikanischen Truppen standen unter dem Kommando von Oberst Juan Modesto. Die Ebroschlacht begann am 25. Juli 1938 mit anfangs erfolgreichen Angriffen der republikanischen Volksarmee über den Ebro hinweg. Die überlegene Luftwaffe der Truppen Francos, maßgeblich unterstützt von der deutschen Legion Condor, die u. a. in La Sénia lag, brachte jedoch die begonnene Überquerung des Flusses zwischen den Orten Mequinensa und Amposta bald zum Erliegen, und die zahlenmäßig überlegenen und besser ausgerüsteten nationalistischen Truppen schafften es, die Republikaner zurückzuwerfen. Die republikanische Armee musste während ihrer Offensive über offenes Gelände vorrücken und setzte sich somit schutzlos der Luft- und Artillerieüberlegenheit der feindlichen Seite aus. Die Regionen Matarraña, Ribera d’Ebre, Baix Ebre und Terra Alta erlebten die größte Konzentration an kriegführenden Streitkräften in der Geschichte Kataloniens mit Zehntausenden von Toten.
Die verbissensten Kämpfe wurden bei den Orten Miravet, Corbera d’Ebre, Gandesa, El Pinell de Brai, La Pobla de Massaluca, Ascó, Riba-roja d’Ebre, Benifallet, La Fatarella, Flix (Tarragona) und Móra d’Ebre geführt.
Die zahlenmäßige Überlegenheit der Truppen Francos brachte schließlich die Entscheidung und so endete die Schlacht am 16. November 1938 mit einem Sieg der Streitkräfte Francos.

## Konsequenzen

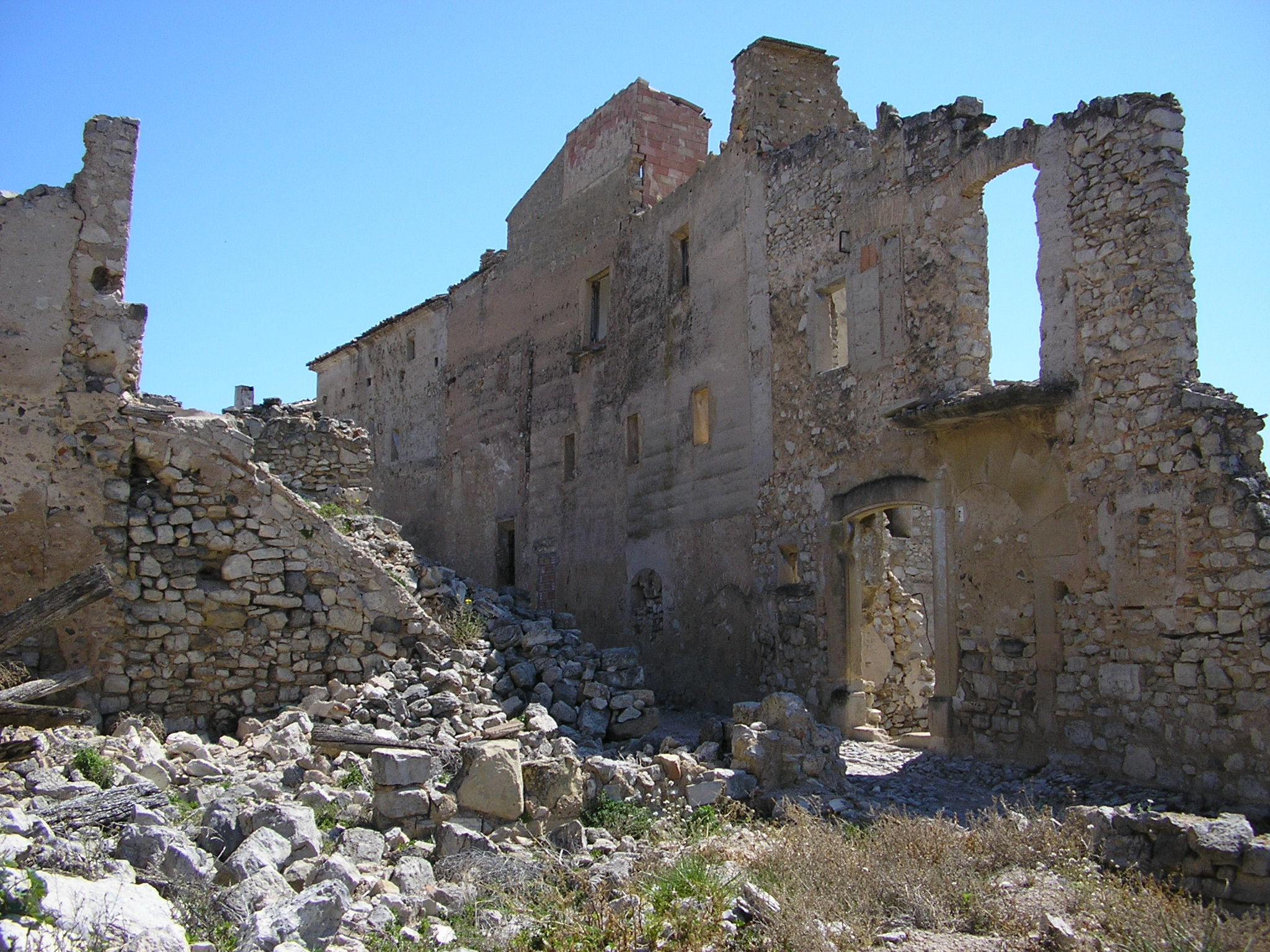
Teilansicht des zerstörten Corbera d’Ebre

Die Unfähigkeit der republikanischen Generäle, die schon verlorene Schlacht zu beenden, und die daraus resultierenden massiven Verluste an Menschen und Material führten dazu, dass der republikanischen Armee schließlich die Ressourcen fehlten, um den Krieg weiterführen zu können. Anschließend begannen die Truppen Francos am 23. Dezember 1938 die Katalonienoffensive. Erleichtert wurde dies dadurch, dass die Republikaner nach den Verlusten am Ebro kaum noch über moderne Waffen verfügten, um die Gegner abzuwehren.